# 无政府主义社区列表

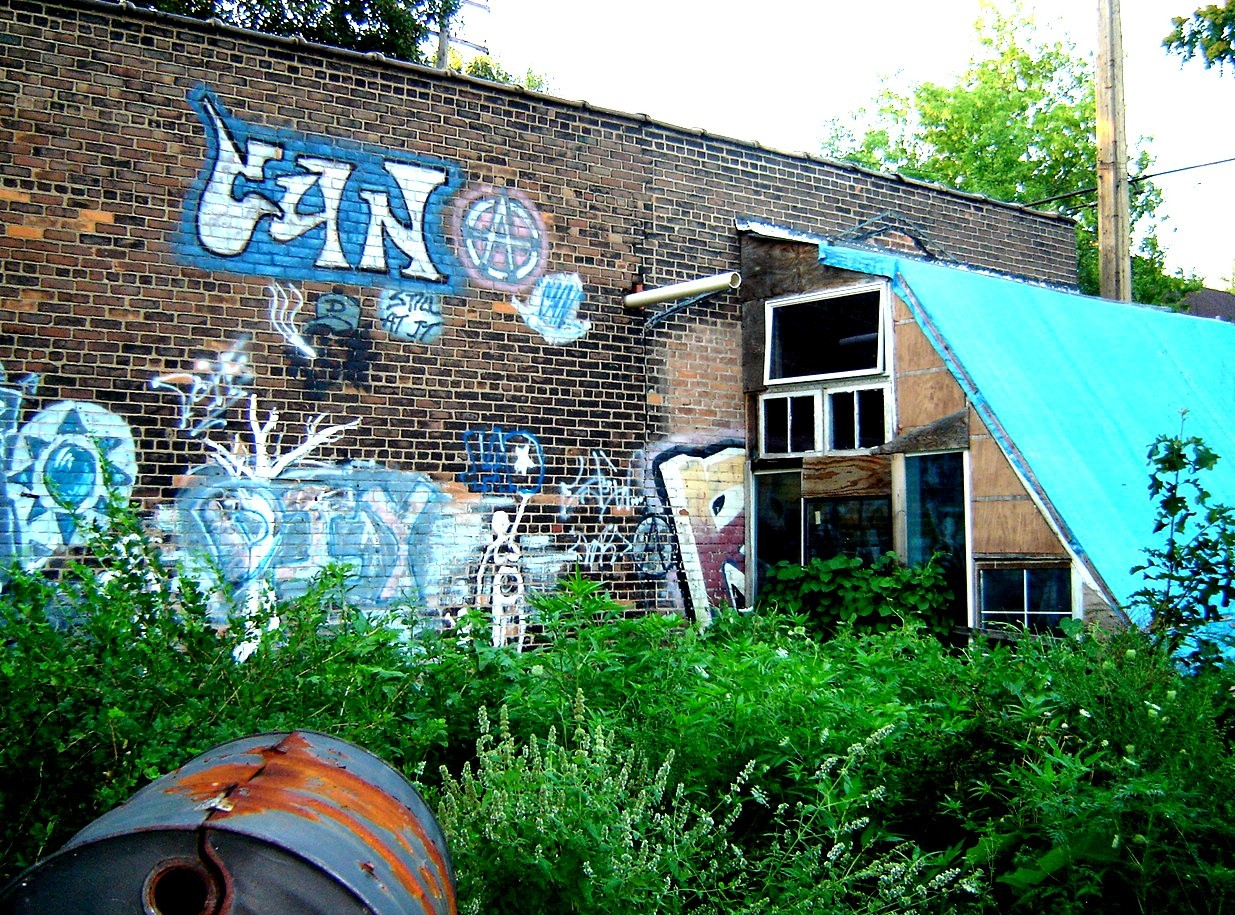
特鲁姆普利克斯是位于美国密歇根州底特律伍德布里奇 (底特律)的一处无政府主义意識社區。

无政府主义社区指任何由无政府主义者建立的或按照无政府主义哲学和原则运作的社会及某社会的部分。自19世纪以来，无政府主义者已经创立了大量自治区并参与了各种各样的实践活动。本列表的许多例子表明，一个社区能够参照无政府主义的哲学路线组织起来并促进各地的无政府主义运动、反经济学和反文化的发展。这些例子中有无政府主义者进行社会实验而建立的意識社區或社区计划，比如集體企业及合作社；一些大众社会或受到无政府主义影响，或本身就是明确的无政府主义革命所产生的无政府社会，后者的例子包括乌克兰的马赫诺运动、西班牙的革命加泰罗尼亚和满洲的在满韩族总联合会。

## 大众社会

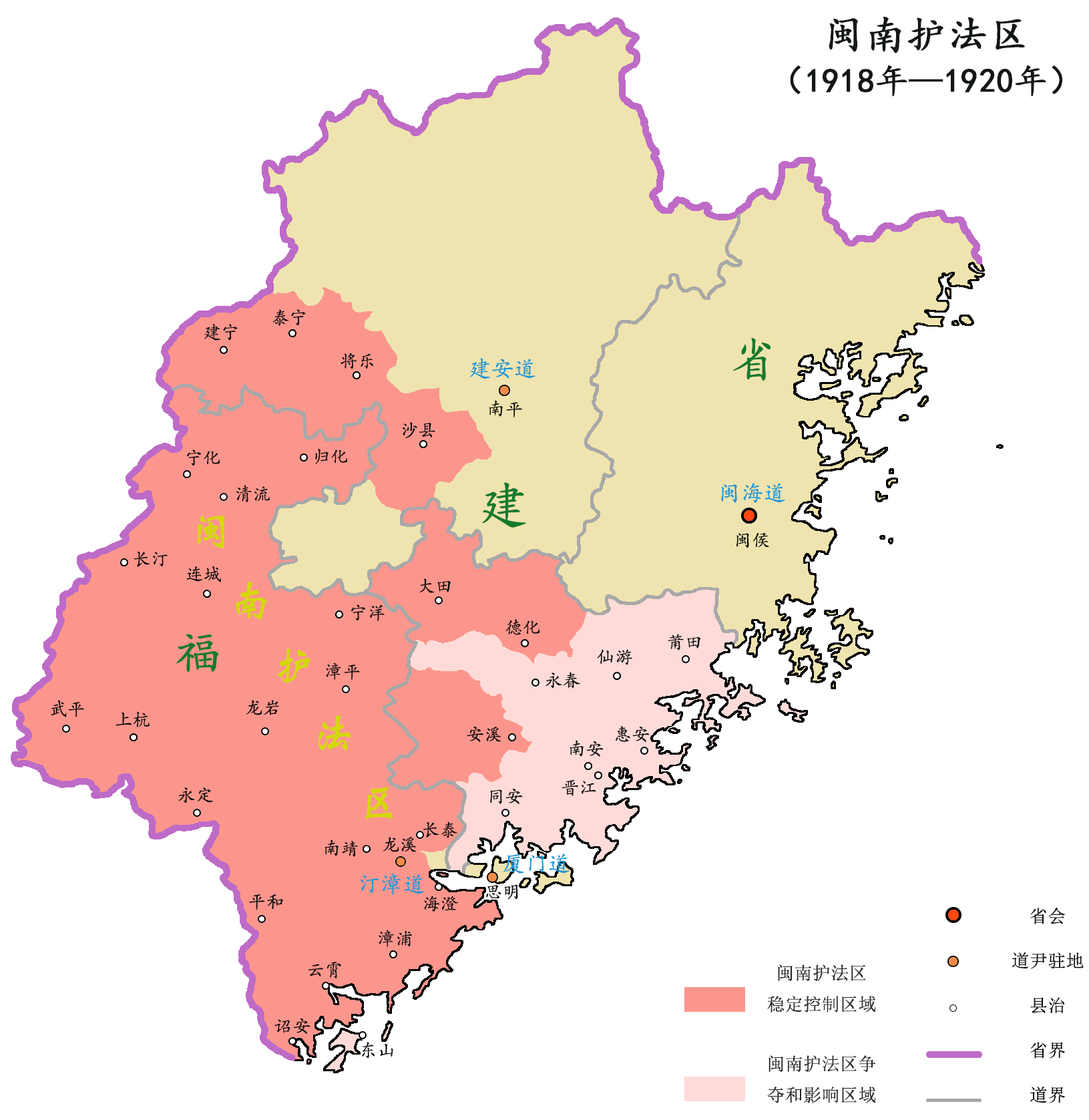
闽南护法区是中国历史上第一个无政府主义政权。

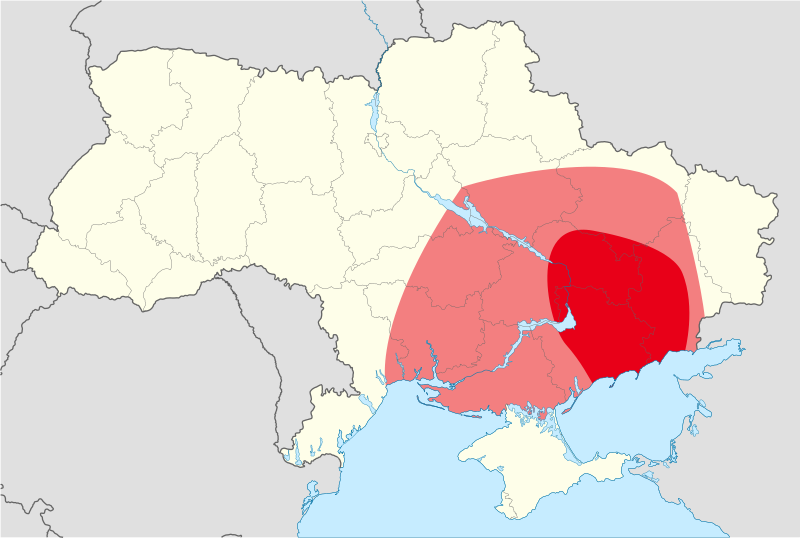
乌克兰的马赫诺运动（淡红色及红色部分）是烏克蘭獨立戰爭期间对无国家、无政府主义社会的一次尝试。

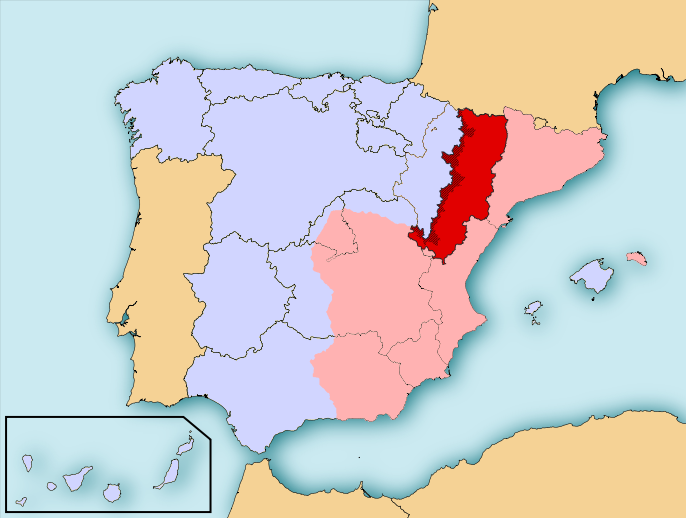
西班牙革命期间，阿拉貢地區防禦委員會（红色部分）在西班牙第二共和国（淡红色及红色部分）内的大致位置。

1994年—2023年，墨西哥恰帕斯州的反叛萨帕塔自治市镇由新萨帕塔主义者实际控制。

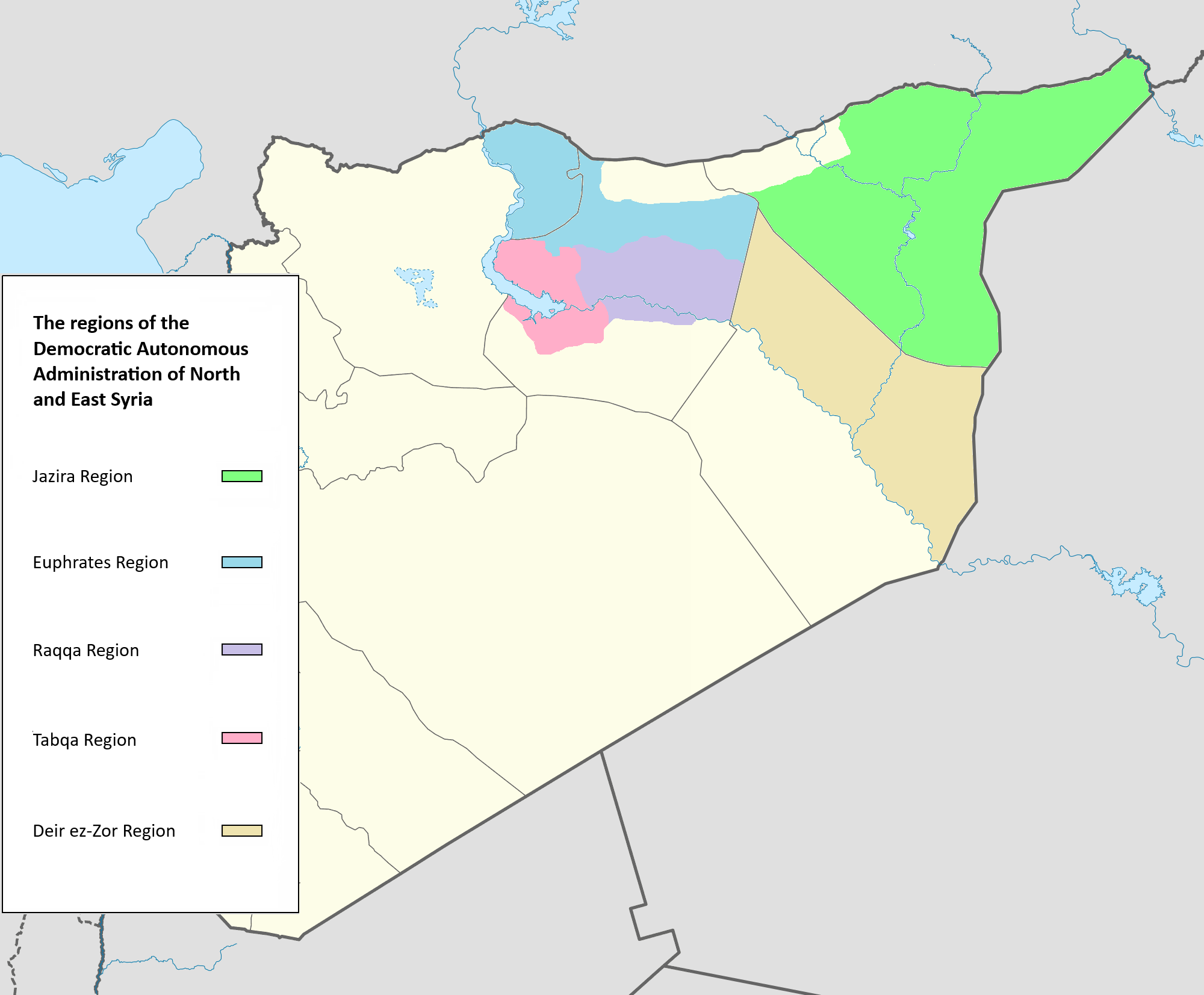
羅賈瓦是叙利亚东部及北部的一个自治的联邦制自由意志社会主义半直接民主政权，其声称其秉持叙利亚联邦的模式，而非追求完全独立。

### 现存的大众社会
| 旗帜 | 名称                                         | 创立时间       | 持续时间          | 位置               | 意识形态                 | 参考文献                 |
| ---- | -------------------------------------------- | -------------- | ----------------- | ------------------ | ------------------------ | ------------------------ |
|      | 萨尔乌达耶劳务捐赠运动                       | 1958年         | 66年9个月         | 斯里蘭卡           | 佛教无政府主义、甘地主义 | [ 6 ]                    |
|      | 埃克萨尔希亚                                 | 1973年11月14日 | 51年8个月3周又1天 | 希腊雅典           | 无政府主义、社会主义     | [ 7 ] [ 8 ] [ 9 ] [ 10 ] |
|      | 马里纳莱达                                   | 1979年4月3日   | 46年4个月又2天    | 西班牙塞维利亚     | 共产主义、互助论         | [ 11 ]                   |
|      | 埃尔阿尔托邻里委员会联合会                   | 1979年11月16日 | 45年8个月2周又6天 | 玻利維亞埃爾阿爾托 | 直接民主、原住民主义     | [ 12 ]                   |
|      | 瓦哈卡人民原住民委员会“里卡多·弗洛雷斯·马贡” | 1997年         | 28年7个月又4天    | 墨西哥瓦哈卡州     | 原住民主义、马贡主义     | [ 13 ]                   |
|      | 巴塞罗那占屋运动                             | 2000年         | 25年4个月3周又3天 | 西班牙巴塞罗那     | 无政府主义、自治主義     | [ 14 ]                   |
|      | 尊严村                                       | 2000年12月     | 24年8个月又4天    | 美国俄勒冈州波特兰 | 无政府主义               | [ 15 ] [ 16 ] [ 17 ]     |
|      | 柏巴沙                                       | 2001年4月20日  | 24年3个月2周又2天 | 阿尔及利亚         | 柏柏尔主义、卡拜尔主义   | [ 18 ]                   |
|      | 扎奇拉镇                                     | 2006年6月14日  | 19年1个月3周又1天 | 墨西哥瓦哈卡州     | 原住民主义、马贡主义     | [ 13 ]                   |
|      | 保卫区                                       | 2009年8月3日   | 16年2天           | 法国               | 綠色無政府主義           | [ 19 ]                   |
|      | 切兰                                         | 2011年4月15日  | 14年3个月又3周    | 墨西哥米却肯州     | 直接民主、原住民主义     | [ 20 ]                   |
|      | 羅賈瓦                                       | 2012年7月19日  | 13年2周又3天      | 叙利亚             | 民主邦联主义             | [ 21 ] [ 22 ]            |

### 已消亡的大众社会
| 旗帜 | 名称                         | 创立时间       | 消亡时间       | 持续时间          | 位置                                     | 意识形态                 | 参考文献      |
| ---- | ---------------------------- | -------------- | -------------- | ----------------- | ---------------------------------------- | ------------------------ | ------------- |
|      | 巴黎公社                     | 1871年3月18日  | 1871年5月28日  | 2个月1周又3天     | 法兰西第三共和国巴黎                     | 革命社會主義             | [ 23 ]        |
|      | 卡塔赫纳州                   | 1873年7月12日  | 1874年1月12日  | 6个月             | 西班牙第一共和國卡塔赫纳                 | 州权主义、互助论         | [ 24 ]        |
|      | 斯特兰贾公社                 | 1903年8月18日  | 1903年9月8日   | 3周               | 奥斯曼帝国                               | 無政府共產主義           | [ 25 ]        |
|      | 下加利福尼亚叛乱             | 1911年1月29日  | 1911年7月22日  | 4个月3周又3天     | 墨西哥下加利福尼亞州                     | 马贡主义                 | [ 26 ]        |
|      | 莫雷洛斯公社                 | 1913年         | 1917年         | 4年2个月又4周     | 墨西哥莫雷洛斯州                         | 新萨帕塔主义             | [ 27 ] [ 28 ] |
|      | 水兵和建设者苏维埃共和国     | 1917年12月17日 | 1918年2月26日  | 2个月1周又2天     | 爱沙尼亚奈斯岛                           | 无政府工团主义           | [ 29 ]        |
|      | 敖得薩蘇維埃共和國           | 1918年1月17日  | 1918年3月13日  | 1个月3周又3天     | 乌克兰敖德萨州                           | 革命社會主義             | [ 30 ]        |
|      | 闽南护法区                   | 1918年9月1日   | 1920年8月12日  | 1年11个月1周又4天 | 中国福建省                               | 无政府主义、社会主义     | [ 31 ] [ 32 ] |
|      | 马赫诺运动                   | 1918年11月27日 | 1921年8月28日  | 2年9个月又1天     | 乌克兰                                   | 無政府共產主義、纲领主义 | [ 2 ]         |
|      | 不莱梅苏维埃共和国           | 1919年1月10日  | 1919年2月4日   | 3周4天            | 魏瑪共和國不莱梅                         | 革命社會主義             | [ 33 ]        |
|      | 巴伐利亚苏维埃共和国         | 1919年4月12日  | 1919年5月3日   | 3周               | 魏玛共和国巴伐利亚                       | 革命社會主義             | [ 34 ] [ 35 ] |
|      | 利默里克苏维埃               | 1919年4月15日  | 1919年4月27日  | 1周5天            | 爱尔兰                                   | 革命社會主義             | [ 36 ]        |
|      | 巴塔哥尼亚叛乱               | 1920年8月      | 1922年2月      | 1年6个月          | 阿根廷圣克鲁斯省                         | 无政府工团主义           | [ 37 ] [ 38 ] |
|      | 坦波夫叛乱                   | 1920年8月19日  | 1921年6月12日  | 9个月3周又3天     | 俄罗斯苏维埃联邦社会主义共和国坦波夫州   | 农业社会主义             | [ 39 ]        |
|      | 喀琅施塔得起义               | 1921年3月1日   | 1921年3月17日  | 1周3天            | 俄罗斯苏维埃联邦社会主义共和国喀琅施塔得 | 无政府工团主义           | [ 40 ]        |
|      | 广州公社                     | 1921年4月2日   | 1927年12月13日 | 6年8个月1周又4天  | 中国广州市                               | 无政府主义               | [ 41 ]        |
|      | 在满韩族总联合会             | 1929年8月      | 1931年9月      | 2年1个月2周又1天  | 中国满洲                                 | 無政府共產主義           | [ 42 ]        |
|      | 革命加泰罗尼亚               | 1936年7月21日  | 1939年2月10日  | 2年6个月2周又6天  | 西班牙加泰罗尼亚                         | 无政府工团主义           | [ 3 ]         |
|      | 阿斯图里亚斯和莱昂主权委员会 | 1936年9月6日   | 1937年10月21日 | 1年1个月2周又1天  | 西班牙                                   | 自由意志社會主義         | [ 43 ]        |
|      | 阿拉貢地區防禦委員會         | 1936年10月6日  | 1937年8月11日  | 10个月5天         | 西班牙阿拉贡                             | 無政府共產主義           | [ 3 ]         |
|      | 朝鮮人民共和國               | 1945年9月12日  | 1946年2月8日   | 4个月3周又6天     | 朝鲜                                     | 直接民主                 | [ 44 ]        |
|      | 西贡公社                     | 1945年9月23日  | 1946年1月13日  | 3个月3周          | 越南共和国西贡                           | 反帝國主義               | [ 45 ]        |
|      | 上海人民公社                 | 1967年1月5日   | 1967年2月24日  | 1个月2周又5天     | 中国上海市                               | 革命社會主義             | [ 46 ]        |
|      | 文德兰自由共和国             | 1980年5月3日   | 1980年6月4日   | 1个月1天          | 西德下萨克森州戈莱本                     | 反核                     |               |
|      | 反叛萨帕塔自治市镇           | 1994年1月1日   | 2023年11月5日  | 29年10个月又4天   | 墨西哥恰帕斯州                           | 新萨帕塔主义             | [ 47 ]        |
|      | 水平性运动                   | 2001年12月13日 | 2003年5月25日  | 1年5个月1周又5天  | 阿根廷                                   | 自治主義、参与型经济     | [ 48 ]        |
|      | 瓦哈卡市                     | 2006年6月14日  | 2006年11月27日 | 5个月1周又6天     | 墨西哥瓦哈卡州                           | 直接民主、马贡主义       | [ 13 ]        |
|      | 交响乐路                     | 2008年2月      | 2009年10月19日 | 1年8个月          | 南非代尔夫特                             | 反权威主义               | [ 12 ]        |
|      | 15-M运动                     | 2011年5月15日  | 2015年4月11日  | 3年10个月3周又6天 | 西班牙                                   | 反紧缩、直接民主         | [ 49 ]        |
|      | 盖齐公园公社                 | 2013年5月27日  | 2013年8月20日  | 2个月3周又3天     | 土耳其伊斯坦布尔                         | 反权威主义               | [ 49 ]        |
|      | 国会山自治区                 | 2020年7月8日   | 2020年8月1日   | 3周2天            | 美国西雅圖                               | 占领抗议                 | [ 50 ]        |

## 意识社区
现存的意识社区：
- 新村（1918年–今）
- 斯泰普尔顿殖民地（英语：Stapleton Colony）（1921年–今）[51]
- 平等主义社区联邦（英语：Federation of Egalitarian Communities）（1967年–今）
- 双橡村（英语：Twin Oaks Community, Virginia）（1967年–今）[52]
- 荒地圣母镇保卫区（英语：ZAD de Notre-Dame-des-Landes）（1967年开始筹划，约2007年开始执行–今）
- 克里斯蒂安尼亞自由城（1971年9月26日–今）[53][54]
- 龙谷脉（英语：Longo Mai）（1973年–今）[55]
- 农场（英语：The Farm (Tennessee)）（1973年–今）
- 东风社区（英语：East Wind Community）（1973年–今）
- 奥拉安巴（英语：Awra Amba）（1980年–今）[56]
- 下考丰根公社（英语：Kommune Niederkaufungen）（1986年–今）
- 橡子社区（英语：Acorn Community）（1993年–今）[57]
- 特鲁姆普利克斯（英语：Trumbullplex）（1993年–今）[1]
- 坚强的独角兽牧场（英语：Tenacious Unicorn Ranch）（2018年–今）

已消亡的意识社区：
- 挖掘派（1649-1650年）
- 乌托邦（英语：Utopia, Ohio）（1847-1875年）[58]
- 现代时间乌托邦社区（英语：Utopian Community of Modern Times）（1851年3月21日–1864年）[59]
- 塞西莉亚殖民地（英语：Cecília Colony）（1890–1893年）
- 新澳大利亚（英语：New Australia）（1893年9月28日–1905年）[60]
- 家园（英语：Home, Washington）（1895年）[61]
- 平等殖民地（英语：Equality Colony）（1897–1907年）[61]
- 白路殖民地（英语：Whiteway Colony）[62] （1898年）[63]
- 生活和劳动公社（英语：Life and Labor Commune）（1921年）[64]
- 落城（英语：Drop City）（1965年）
- 普尔之地（英语：Poole's Land）（1988-2020年）

## 社区计划
现存的社区计划
- 十二分之一俱乐部（英语：The 1 in 12 Club）（1981年–今）
- ABC No Rio（英语：ABC No Rio）（1980年–今）
- ACU（英语：ACU (Utrecht)）（1976年–今）
- 爱丁堡自治中心（英语：Autonomous Centre of Edinburgh）（1997年–今）
- 闪电战大厦（英语：Blitz House）（1982年–今）
- 蓝袜书屋（英语：Bluestockings）（1999年–今）
- 砖屋（英语：The Brick House）（1999年–今）
- 卡马斯书屋及信息商店（英语：Camas Bookstore and Infoshop）（2007年–今）
- 坎马斯德乌（英语：Can Masdeu）（2001年–今）
- 坎别斯（英语：Can Vies）（1997年–今）
- 卡斯奇纳托奇拉（英语：Cascina Torchiera）（1992年–今）
- 国际无政府主义研究中心（英语：Centre International de Recherches sur l'Anarchisme）（1957年–今）
- 切咖啡厅（英语：Ché Café）（1980年–今）
- 公民媒体中心（英语：Civic Media Center）（1992年–今）
- 浓咖啡（英语：Coffee Strong）（2008年–今）
- 共同大地组织（英语：Common Ground Collective）（2005年–今）
- 考利俱乐部（英语：Cowley Club）（2003年–今）
- 自我管理的社会中心福特普雷内斯蒂诺占屋（英语：CSOA Forte Prenestino）（1986年5月1日–今）
- C占屋（英语：C-Squat）（1989年–今）
- 拨号屋（英语：Dial House, Essex）（1970年–今）[65]
- 伦敦DIY空间（英语：DIY Space For London）（2015年–今）
- 埃斯卡莱拉卡拉科拉（英语：Eskalera Karakola）（1996年–今）
- 外池（英语：Extrapool）（1991年–今）
- 火风暴咖啡厅及书屋（英语：Firestorm Cafe & Books）（2008年5月–今）
- 森林咖啡厅（英语：Forest Café）（2000年–今）
- 自由出版社（英语：Freedom Press）（1886年–今）
- 自由商店（英语：Freedom Shop）（1995年5月1日–今）
- 大裤衩（英语：Grote Broek）（1984年–今）
- 豪斯曼尼亚（英语：Hausmania）（2000年–今）
- 鹿屋（英语：Hirvitalo）（2006年–今）
- 朱拉书屋（英语：Jura Books）（1977年–今）
- 农业利益（英语：Landbouwbelang (squat)）（2002年4月6日–今）
- 伦敦行动资源中心（英语：London Action Resource Centre）（1999年–今）
- 露西·帕森斯中心（英语：Lucy Parsons Center）（1992年–今）
- 44咖啡厅（英语：Kafé 44）（1976年–今）
- 马特库瓦艺术村（英语：Metelkova）（1993年9月–今）[66]
- 噪音桥（英语：Noisebridge）（2007年–今）
- OCCII（英语：OCCII）（1982年–今）
- OT301（英语：OT301）（1999年–今）
- 门房（英语：Poortgebouw）（1980年10月3日–今）
- 红色埃玛书屋咖啡厅（英语：Red Emma's Bookstore Coffeehouse）（2004年11月–今）
- 红花（英语：Rote Flora）（1989年–今）
- 罗兹布拉特（英语：Rozbrat）（1994年–今）
- 加利福尼亚斯拉布城（约1961年-今）
- 斯巴达克斯书屋（英语：Spartacus Books）（1973年–今）
- 苏美克中心（英语：Sumac Centre）（1984年–今）
- 旧市场自治区（英语：The Old Market Autonomous Zone）（1995年–今）
- 青年自由活动（英语：UFFA）（1981年–今）
- 战区集体（英语：Warzone Collective）（1984年–今）

已终止的社区计划
- 121中心（英语：121 Centre）（1981–1999年）
- 491画廊（英语：491 Gallery）（2001–2013年）
- ADM（英语：ADM (Amsterdam)）（1997–2019年）
- 阿姆斯特丹颠覆性信息交流中心（英语：ASCII (squat)）（1999–2006年）
- 思想银行（英语：Bank of Ideas）（2011年11月–2012年1月）
- 宾兹（英语：Binz occupation）（2006–2013年）
- 比特（英语：BIT (alternative information centre)）（1968–1979年）
- 布鲁姆斯伯里社会中心（英语：Bloomsbury Social Centre）（2011年11月23日–12月22日）
- 棚车书屋（英语：Boxcar Books）（2001–2017年）
- 布莱恩·麦肯齐信息商店（英语：Brian MacKenzie Infoshop）（1999–2008年）
- 国会山自治区（2020年）
- 催化剂信息商店（英语：Catalyst Infoshop）（2004–2010年）
- 73中心（英语：Centro 73）（2010年9月–12月）
- 伊比利亚中心（英语：Centro Iberico）（1982年4月–8月）
- 奶油城集体（英语：Cream City Collectives）（2006年10月–2012年10月31日）
- 蓝色攻击（英语：De Blauwe Aanslag）（1980–2003年）
- 罗格工厂（英语：Factory Rog）（2006-2021年1月）
- 国际主义者书屋（英语：Internationalist Books）（1981–2016年9月）
- 铁轨书社（英语：Iron Rail Book Collective）（2003–2012年）
- 诊所（英语：Klinika）（2014–2019年）
- 库库察（英语：Kukutza）（1996–2011年）
- 塔赫勒斯艺术馆（英语：Kunsthaus Tacheles）（1990–2011年）
- 仙境天井（英语：Patio Maravillas）（2007–2015年）
- 堡垒艺术（英语：rampART）（2004年5月–2009年10月15日）
- 真的免费学校（英语：Really Free School）（2011年）
- 红与黑咖啡馆（英语：Red and Black Cafe）（2000–2015年）
- RHINO（英语：RHINO (squat)）（1988–2007年）
- 幸运客厅（英语：Salon Mazal）
- 游戏室（英语：Seomra Spraoi）（2004–2015年）
- 盈余钉子计划（英语：Spike Surplus Scheme）（1999–2009年）
- 米拉达占屋（英语：Squat Milada）（1997–2009年）
- 圣阿格尼斯广场（英语：St Agnes Place）（1969年6月1日–2005年11月30日）
- 青年宫（英语：Ungdomshuset）（1982–2007年）
- 阿玛利亚别墅（英语：Villa Amalia (Athens)）（1990–2012年）
- 自由之地科彭欣克斯泰赫（英语：Vrijplaats Koppenhinksteeg）（1968–2010年）
- 沃平自治中心（英语：Wapping Autonomy Centre）（1981–1982年）

## 扩展阅读
- Amster, Randall. . Anarchist Studies. 2001, 9 (1): 29–52  [2021-08-12]. （原始内容存档于2004-12-11）.
- Amster, Randall. . Contemporary Justice Review. 2003, 6 (1): 9–24. S2CID 145108567. doi:10.1080/1028258032000055612.